# Прописка
Пропи́ска (юридически: регистрация по месту постоянного проживания) — отметка (оттиск штампа с записью) о месте проживания в паспорте человека и записи в учётных документах государственных органов.
Регистрация по месту постоянного проживания применялась для контроля перемещения иностранцев и внутренней миграции населения, в Российской империи, и получила развитие и широкое применение в СССР. Прописка требовалась на усмотрение административных органов для разрешения или запрещения на проживание и, соответственно, устройство на работу и учёбу, регистрации актов гражданского состояния. Разрешительный порядок прописки был признан Комитетом конституционного надзора СССР не соответствующим Конституции СССР в 1991 году.

## В Российской империи
История прописки восходит к Высочайшему указу императора Александра I от 15 октября 1809 года, которым были учреждены адрес-конторы в Санкт-Петербурге и Москве — отделения полиции, которые были обязаны регистрировать людей обоего пола, прибывавших в столицы для работы по найму или по другим условиям. Этим же указом вводились билеты, удостоверяющие право на проживание в обеих столицах.
Было введено правило обязательной прописки в полицейских участках паспортов лиц, прибывающих в Москву и Санкт-Петербург не для работы (в таком случае приезжающим выдавались особые билеты взамен паспортов). Адрес-конторы выполняли полицейскую и учётную функцию для контроля за миграцией населения и занятостью, они просуществовали до 1888 года.
Прописка предусматривала уплату адресного сбора. Все прибывшие, в зависимости от рода занятий, делились адресными учреждениями на несколько категорий: в Санкт-Петербурге их было пять, в Москве — две. Адресный сбор для разных категорий существенно различался. В Москве по первому разряду регистрировались купеческие приказчики, откупщики питейных сборов, комиссионеры, сидельцы гостинного двора, торговавшие не в собственных лавках, биржевые артельщики и др.; по второму разряду регистрировались работники и работницы в домах, ученики мастеров и ремесленников, люди, нанимавшиеся на различные работы.
При этом следует учитывать особенности действовавшей в Российской империи паспортной системы. Она возникла в начале XVIII века и была тесно связана с крепостным правом. Помещичьим крестьянам паспорта выдавались лишь с согласия помещика. Государственные крестьяне снабжались паспортами в волостных правлениях. Указ о выдаче паспортов 1719 года требовал «всех слоняющихся людей хватать и допрашивать» (ст. 16), а самовольно уходивших на заработки «бить и ссылать на каторгу» (ст. 17). Лиц, принимавших самовольно отлучавшихся крестьян, предписывалось «ссылать на галеры с отобранием всего, что имеет» (ст. 16). В 1724 году была ограничена выдача паспортов крестьянам, не уплатившим подушную подать. В 1763 году получение паспорта стало облагаться дополнительным денежным сбором (до этого времени крестьянин платил лишь незначительную сумму для возмещения расходов на изготовление документа).
Лишь в первой половине XIX века в паспортной системе были допущены некоторые послабления (например, были введены льготы в получении документа на отлучку для жителей местностей, пострадавших от неурожаев и стихийных бедствий). Введенный в 1857 году Устав о паспортах предусматривал, что крестьяне получали одномесячные, двухмесячные и трехмесячные билеты на отлучку, а также полугодовые, годовые, двух- и трехгодовые паспорта.
Отмена крепостного права в 1861 году предоставила бывшим крепостным право «отлучаться от места жительства», для чего волостным правлениям вменялось в обязанность «крестьянам и дворовым людям, приписанным к волости, выдавать по истребовании надлежащих удостоверений и … свидетельств… для получения теми крестьянами и дворовыми паспортов и билетов на отлучки». Но все процедурные вопросы получения крестьянами документов на отлучку в этот период регулировались по-прежнему Уставом о паспортах 1857 года. Лишь в 1897 году были отменены пошлины с годовых, шести- и трехмесячных паспортных бланков и вводился бесплатный паспорт с годичным сроком действия.
При прописке (адресной регистрации) в Москве и Санкт-Петербурге в обмен на паспортный документ прибывшие получали адресный билет, на основании которого они могли временно прописаться на жительство у соответствующего квартального надзирателя. Значительная часть отходников, занимавшаяся строительными промыслами, извозом и поденной работой, была освобождена от адресной регистрации, однако с лиц низших разрядов, в том числе и освобожденных от регистрации, взималась плата на больницу для чернорабочих. Отобрание паспорта и фиксация места жительства усиливали зависимость работников от нанимателей. При регистрации прибывших существовали многочисленные злоупотребления, взяточничество. Адресные учреждения в Москве и Санкт-Петербурге были закрыты в 1888 году, однако сама система прописки сохранилась (в 1883 году министру внутренних дел было предоставлено право устанавливать обязательную заявку домохозяевами полиции о прибывших и выбывших во всех городах, посадах и местечках, где имеет пребывание чиновник полиции).
По Уставу о паспортах 1903 года бессрочные паспорта выдавались неслужащим дворянам, офицерам запаса, почетным гражданам, купцам и разночинцам. Пятилетние паспорта выдавались мещанам, ремесленникам и крестьянам (если за последними числились недоимки по общественным, государственным, земским или мирским сборам, то паспорта выдавались только с согласия обществ, к которым они были приписаны, на срок до одного года). Лица мужского пола до семнадцатилетнего возраста, не состоявшие на государственной службе, и лица женского пола до 21 года могли получить паспорта лишь с согласия своих родителей или опекунов, в чьи паспорта они были внесены. Замужние женщины до 1914 года получали паспорта лишь с согласия своих мужей (исключения делались только для тех женщин, чьи мужья находились в безвестном отсутствии, в местах заключения, ссылке или страдали умопомешательством). Членам крестьянских семей, в том числе совершеннолетним, паспорта выдавались лишь с согласия хозяина крестьянского двора. Без этого паспорта им могли быть выданы только по распоряжению земского или крестьянского начальника, либо других ответственных лиц. При этом в месте постоянного жительства, по общему правилу, иметь паспорт не требовалось (исключение составляли города, объявленные в положении чрезвычайной или усиленной охраны; кроме того, в местностях, на которые распространяются правила о надзоре за промышленными заведениями, рабочие фабрик и заводов были обязаны иметь паспорт и в месте постоянного жительства). Паспорта содержали как графу «место постоянного жительства» (стр. 3), так и пять страниц «место прописки» (стр. 20—24), при заполнении которых подшивались дополнительные листы.
В случае проживания в городе без паспорта или с просроченным паспортом людей задерживали и высылали на родину под конвоем. При этом нередко они тут же возвращались обратно.

## Прописка в РСФСР и Союзе ССР

### 1917—1932
Сразу по установлении советской власти была отменена паспортная система, существовавшая в дореволюционной России. Начала на практике реализовываться позиция В. И. Ленина, высказанная в статье «К деревенской бедноте» (1903 год):
Социал-демократы требуют для народа полной свободы передвижения и промыслов. Что это значит: свобода передвижения?.. Это значит, чтобы и в России были уничтожены паспорта (в других государствах давно уже нет паспортов), чтобы ни один урядник, ни один земской начальник не смел мешать никакому крестьянину селиться и работать, где ему угодно. Русский мужик настолько ещё закрепощён чиновником, что не может свободно перевестись в город, не может свободно уйти на новые земли. Министр распоряжается, чтобы губернаторы не допускали самовольных переселений: губернатор лучше мужика знает, куда мужику идти! Мужик — дитя малое, без начальства и двинуться не смеет! Разве это не крепостная зависимость? Разве это не надругательство над народом?..
Однако в связи с гражданской войной паспортная система была вскоре частично возрождена Декретом ВЦИК и СНК РСФСР, от 25 июня 1919 года, который ввёл обязательные «трудовые книжки», которые фактически были паспортами (декрет относился только к Москве и Петрограду). Это было частью политики борьбы с так называемым «трудовым дезертирством», неизбежным в условиях полной разрухи и голода на территории РСФСР. После окончания гражданской войны декретом Президиума ВЦИК от 24 января 1922 года всем гражданам РСФСР было предоставлено право свободного передвижения по всей территории РСФСР.
Согласно Декрету ВЦИК и СНК РСФСР от 20 июля 1923 года «Об удостоверении личности» воспрещалось требовать от граждан РСФСР обязательное предъявление паспортов и иных видов на жительство, стесняющих их право передвигаться и селиться на территории РСФСР. Все эти документы, а также трудовые книжки, аннулировались. Граждане, в случае необходимости, могли получить удостоверение личности, однако это было их правом, но не обязанностью. Никто не мог понуждать гражданина получать такое удостоверение.
Положения декрета 1923 года были конкретизированы в постановлении СНК РСФСР от 28 апреля 1925 года «О прописке граждан в городских поселениях» (понятие «прописка» впервые введено именно этим документом) и в постановлении ВЦИК и СНК СССР от 18 декабря 1927 года. Согласно этим постановлениям, как прописка, то есть регистрация в органах власти по месту жительства, так и любой иной официальный акт могли быть произведены по предъявлении документа любого вида: расчётной книжки с места службы, профсоюзного билета, актовой выписки о рождении или браке и т. п. Уже в этот период штампы о прописке и выписке ставились на последнем развороте удостоверения личности, предусмотренного Декретом ВЦИК и СНК РСФСР от 20 июля 1923 года «Об удостоверении личности». Хотя система регистрации по месту жительства (прописка) существовала, однако сама множественность пригодных для этого документов исключала возможность использования прописки для прикрепления гражданина к определённому месту жительства.
В Малой советской энциклопедии 1930 года в статье «Паспорт» с полным правом было написано:
ПАСПОРТ — особый документ для удостоверения личности и права его предъявителя на отлучку из места постоянного жительства. Паспортная система была важнейшим орудием полицейского воздействия и податной политики в так называемом полицейском государстве… Советское право не знает паспортной системы.

### 1932—1991
В дальнейшем, после восстановления в декабре 1932 года внутренних паспортов (сначала для ряда местностей СССР), отменённых в 1917 году, установление и развитие института прописки в СССР было тесно связано с внутренней паспортной системой.
В 1932 году в Советском Союзе была введена единая паспортная система и создана Паспортно-визовая служба (ПВС), вошедшая в структуру органов внутренних дел (НКВД). ПВС был поручен «учёт населения городов, рабочих посёлков и новостроек, разгрузка этих мест от лиц, не занятых общественно-полезным трудом, а также очистка от укрывающихся кулацких, уголовных и иных антиобщественных элементов, в целях укрепления диктатуры пролетариата» (Постановление ВЦИК и СНК от 27.12.1932 «Об установлении единой паспортной системы по Союзу ССР и обязательной прописке паспортов»). На ПВС была возложена и обязанность регулировать прописку населения. Многим категориям горожан (например, дворянам, нэпманам) паспорта не выдавали, и они выселялись из крупных городов.
В период с 1933 года по 1935 год характер института прописки постепенно изменяется и становится разрешительным (для прописки требуется разрешение властей), превращаясь в один из институтов государственного контроля и репрессий: контроля передвижения граждан.
В условиях советского государства наличие паспорта и прописки ставило их обладателя в привилегированное положение, особенно, если человек проживал в населённом пункте с особым порядком прописки, что вызывало неравенство в обществе. Городской житель, не обладающий паспортом или пропиской, лишался большей части набора прав, который предоставляло советское государство. Крестьяне, не имевшие паспорта и желавшие выехать в город для работы или учёбы, должны были написать заявление в сельсовете и председатель колхоза должен был выдать им все необходимые документы для выезда в город, чем председатели злоупотребляли на практике. Одним из условий прописки в городе могло быть подтверждённое наличие рабочего места (приоритет на трудоустройство был у городских жителей, но на тяжелые и вредные работы активно привлекались выходцы из деревни).
К концу 1930-х годов население городов увеличилось до 1/3, к 1957 году — до 1/2 от общей численности населения СССР. Тем не менее, паспортная система ставила колхозников в унизительную зависимость от председателей колхозов. Например, писатель Василий Белов вспоминал:

Дважды, в сорок шестом и сорок седьмом годах, я пытался поступить учиться. В Риге, в Вологде, в Устюге. Каждый раз меня заворачивали. Я получил паспорт лишь в сорок девятом, когда сбежал из колхоза в ФЗО.

#### Московская прописка
В Москве, Ленинграде и в других развитых и привлекательных для проживания местностях прописаться было сложнее. Одним из законных способов получения московской прописки населением были работа по рабочим специальностям в течение нескольких лет на непривлекательных условиях по так называемому лимиту. Для того, чтобы исключить превышение лимитов, практиковалась так же заимствованная с царских времён выдача одногодичных паспортов, представлявших собой по сути картонный разворот, вообще не содержавший графы «прописка» (чтобы исключить для приезжих возможность прописаться как таковую).
При этом для переезда из города в город фактически существовали три возможности: вступить в брак; обменяться с кем-то квартирами; получить от какой-либо организации приглашение на работу. Что касается обмена квартирами, то провинциалу и так непросто было найти москвича, согласного с ним поменяться, но, кроме этого, для разрешения на обмен требовалось письмо от соответствующего ведомства за подписью лица рангом не ниже замминистра о том, что прибывающий в столицу является ценным специалистом. В Киеве такой нормы не было, зато въезжающие туда из других городов должны были получить при обмене не меньше 13 квадратных метров на члена семьи при норме для постановки на очередь на получение квартиры в пять квадратных метров (чтобы, если семья в будущем увеличится, прибывшие не становились в очередь).
Доля населения, подлежащая паспортизации, постепенно расширялась и в 1974 году распространилась на всех граждан Советского Союза. Положением о паспортной системе СССР 1974 года был установлен порядок, при котором гражданин, изменивший место жительства или выбывший в другую местность на временное проживание на срок свыше полутора месяцев, обязан был выписаться перед выбытием (подтвердив наличие жилплощади на новом месте), а при прибытии на новое место подать на новом месте заявление с согласием лица, предоставляющего жилую площадь. Исключение составляли командировки, каникулы, выезды на дачу, отдых или лечение. На все действия по выписке и прописке, включая личные посещения государственных учреждений, гражданину отводилось три дня. При этом власти имели право немотивированно отказать в прописке на новом месте, после чего гражданину предписывалось в 7-дневный срок выбыть из соответствующего населённого пункта. Находиться без прописки на любой территории СССР запрещалось.
В 1990 году Комитет конституционного надзора СССР признал, что положения о прописке ограничивают право граждан на свободу передвижения и свободу выбора местожительства и должны быть устранены из законодательства путём его пересмотра с целью замены разрешительного порядка прописки регистрационным. Однако, государственными органами СССР не были приняты необходимые меры к отмене или изменению положений о разрешительном порядке прописки.
В 1991 году Комитет конституционного надзора СССР признал разрешительный порядок прописки неконституционным и принял решение об отмене с 1 января 1992 г. норм о прописке в части, обязывающей граждан получать разрешение административных органов на проживание, устройство на работу и учёбу, приобретение в собственность жилых домов, квартир, дач, гаражей, а также устанавливающей ответственность за нарушение этих обязанностей. В то же время, Комитет конституционного надзора СССР не исключил применения правил о прописке в качестве правил регистрации и учёта передвижения граждан, удостоверения факта их постоянного и временного места жительства.

## Прописка в странах бывшего СССР

### Россия
Прописка в России была отменена 1 октября 1993 года с момента введения в действие Закона РФ «О праве граждан Российской Федерации на свободу передвижения, выбор места пребывания и жительства в пределах Российской Федерации», в котором прописка была заменена на регистрацию по месту жительства; одновременно было введено понятие регистрации по месту пребывания. Целью введения регистрационного учёта закон называет «обеспечение необходимых условий для реализации гражданином Российской Федерации его прав и свобод, а также исполнения им обязанностей перед другими гражданами».
В Москве и Московской области в нормативных документах термин «прописка» использовался до 1 января 1996 года, когда утратило силу Постановление Правительства Москвы и Администрации Московской области, от 04.02.1992 года, № 51-8 «О едином порядке прописки и выписки населения в Москве и Московской области».
27 декабря 2010 года Председатель Правительства России В. В. Путин, выступая на заседании Государственного совета России, предложил вернуть часть советских норм о прописке (ввести уголовную ответственность и высылку за проживание без регистрации):
У нас в прежние времена была 196-я статья, если мне память не изменяет, за нарушение паспортного режима. Теперь у нас прописка отменена. Есть решение Конституционного Суда. Но в рамках этих решений повысить ответственность за нарушение административного режима возможно, вплоть до уголовной. И в этом случае на региональные органы власти ляжет определённая доля ответственности за то, что чтобы этот режим соблюдался, в том числе и в отношении тех лиц, которые будут переведены или выселены из крупных административных центров страны в те места, откуда они прибыли.
Невзирая на это, во времена президентства В. В. Путина был принят ряд нормативных актов по ослаблению данного института. Так, пребывание без регистрации стало легальным на срок до 90 дней, а не до 5 дней, как было в 1990-е годы.
За проживание без регистрации или нарушение правил регистрации возможно наложение штрафа согласно КоАП России Статьи 19.15.1. и 19.15.2.

### Белоруссия
В Белоруссии прописка упразднена с 1 января 2008 года указом Президента Белоруссии Александра Лукашенко «О совершенствовании системы учёта граждан по месту жительства и месту пребывания».
Согласно указу, в целях обеспечения необходимых условий для реализации гражданами своих прав на свободу передвижения и выбор места жительства, предусмотренных статьёй 30 Конституции Белоруссии, с 1 января 2008 года:
- упраздняется институт прописки, отличающийся множественностью правовых актов на уровне актов Совета Министров СССР, Министерства внутренних дел, местных исполнительных и распорядительных органов;
- вводится единый на всей территории страны порядок регистрации граждан Республики Беларусь, а также иностранных граждан и лиц без гражданства, постоянно проживающих в Республике Беларусь, по месту жительства и месту пребывания;
- права и обязанности, возникшие у гражданина в связи с постоянной или временной пропиской, сохраняются, перерегистрация по месту жительства или месту пребывания не предусматривается;
- регистрация по месту жительства (постоянного) является обязанностью граждан, а регистрация по месту пребывания (временного) — правом (за исключением, в частности, граждан, прибывших из другого населённого пункта для обучения в учреждениях образования, научных организациях, которые обязаны зарегистрироваться на срок обучения).

### Казахстан
Институт прописки в Казахстане был заменён на институт регистрации, которая допускается в жилых помещениях и помещениях, приспособленных для жилья. Согласно постановлению Правительства Республики Казахстан «О внесении изменений и дополнений в Правила документирования и регистрации населения РК» № 696 от 17 августа 2007 года, граждане Казахстана могут зарегистрироваться также у работодателя или в органах юстиции, на деле же такая норма не работает, к тому же она является серьёзным препятствием для уплаты налогов и оформления документов гражданами, прибывающими в другие регионы страны с целью работы. Граждане не имеют права жить без регистрации, в противном случае это влечёт предупреждение или штраф в размере до пяти месячных расчётных показателей. Зачастую люди из бедных регионов, прибывшие в поисках работы в столицы, оказываются без регистрации, что ограничивает их права и права их детей на образование и получение медицинского обслуживания.

### Латвия
В 2003 году в Латвии принят закон «О декларировании местожительства», отменивший институт прописки. Целью закона является обеспечение возможности государства или самоуправления связаться с жителем в рамках правовых отношений. Граждане Латвии, неграждане Латвии, граждане стран ЕС и обладатели латвийского вида на жительство обязаны в течение месяца уведомить УДГМ о своём месте жительства. За проживание без декларирования местожительства, за предоставление заведомо ложных сведений, а также за несвоевременную подачу декларации законом предусмотрена административная ответственность.

### Узбекистан
В докладе Хьюман Райтс Вотч говорится, что Узбекистан унаследовал от советских времён институт прописки и сделал столицу Ташкент «закрытым» городом, а граждане, родившиеся в других городах Узбекистана, не имеют права проживать в столице без разрешения специального правительственного комитета. Поэтому люди из бедных регионов, прибывшие в поисках работы в Ташкент, оказываются без законного статуса, что ограничивает их права и права их детей на образование и получение медицинского обслуживания. Институт прописки актуален на январь 2017 года.

### Украина
На Украине решением Конституционного Суда от 14 ноября 2001 года институт прописки был признан неконституционным. Юридически прописка была отменена c принятием Закона Украины от 11.12.2003 № 1382-IV «О свободе передвижения и свободном выборе места проживания на Украине». Данный закон взамен прописки ввёл уведомительную систему регистрации по месту жительства и месту пребывания, в которой в установленные сроки необходимо для регистрации гражданина заявления, паспортного документа, квитанции об оплате государственной пошлины, два экземпляра талона о снятии с предыдущего места регистрации, где требуется указание будущего места регистрации; регистрирующие органы не имеют права отказать в регистрации даже иностранцам и лицам без гражданства на весь период пребывания на Украине.